# Android Studio
Android Studio är en integrerad utvecklingsmiljö utvecklad av Google för att utveckla applikationer till operativsystemet Android. Programvaran finns tillgänglig för Linux, Mac OSX och Windows.
Programvaran offentliggjordes under maj 2013 på en av Googles utvecklingskonferenser och släpptes först den 8 december 2014. Den 7 maj 2019 ersattes Java av Kotlin som det programspråk Google rekommenderar att använda vid utveckling av Android-appar, men stöd för både Java och C++ finns fortfarande kvar.